# Pietro Lombardo

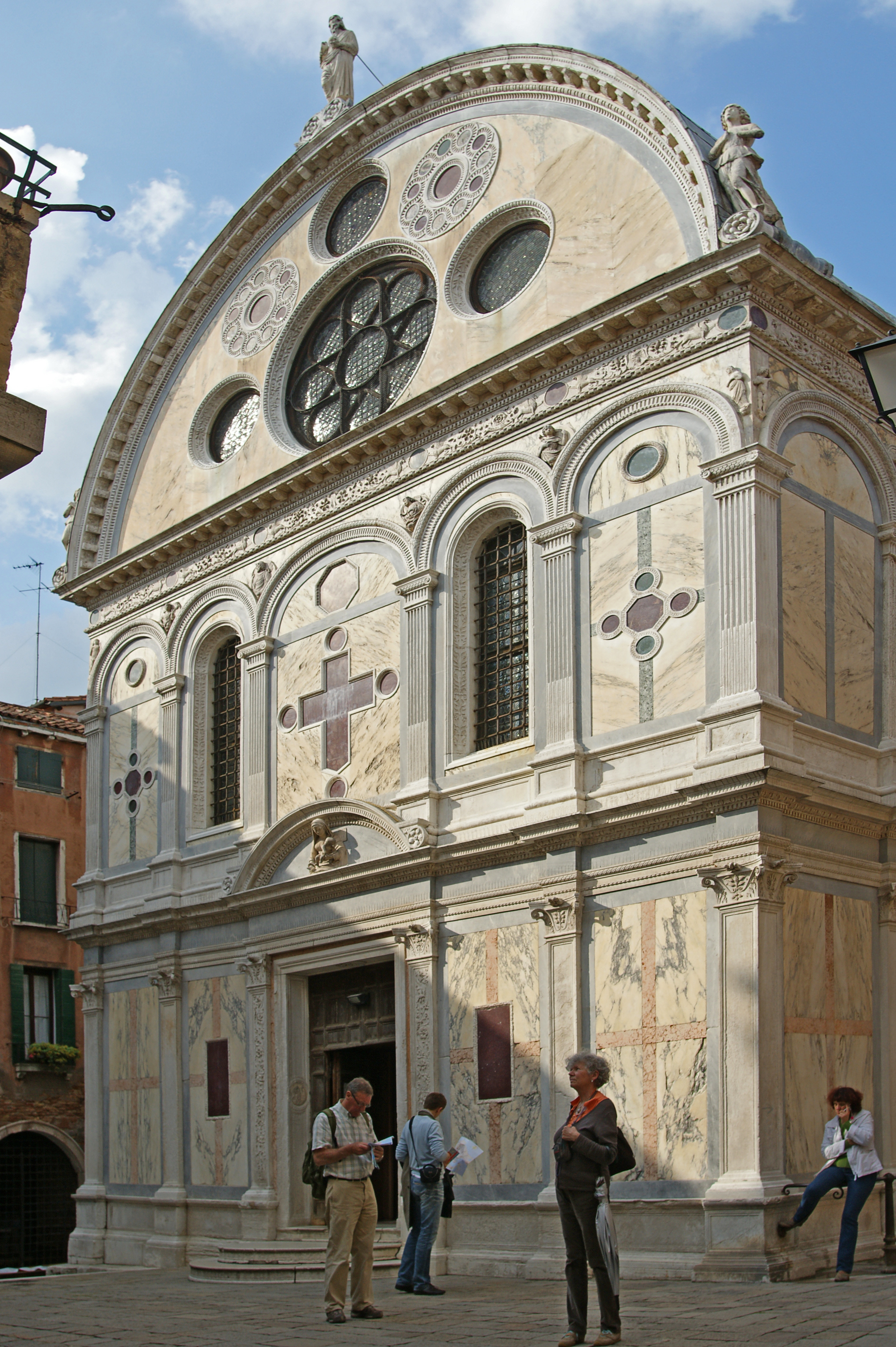
Santa Maria dei Miracoli 1481-1491.

Pietro Lombardo (Carona, Lombardía, 1435-Venecia, 1515) fue un escultor y arquitecto italiano, destacado miembro del Renacimiento veneciano.

## Biografía
Nació en la localidad lombarda de Carona (Ticino). Las primeras noticias que se conservan de su actividad datan del período comprendido entre julio de 1462 y mayo de 1463, cuando alquiló en Bolonia un taller junto a la iglesia de San Petronio, donde probablemente trabajó en la reja de la capilla Rossi. En 1464 se estableció con su familia en Padua. Allí su trabajo más importante fue la tumba de Antonio Roselli (1464-1467). Su obra supuso la introducción de la escultura renacentista en el Véneto, derivada a partir del estilo que Desiderio da Settignano marcó en sus trabajos florentinos.
A finales del siglo XV, Pietro Lombardo esculpió muchas tumbas en Venecia con la ayuda de sus hijos. Entre ellas están las del poeta Dante Alighieri y las de los dogos Pasquale Malipiero y Pietro Mocenigo. Fue el arquitecto y escultor jefe de la Iglesia de Santa Maria dei Miracoli, también en Venecia (1481-1489). También realizó imágenes de santos y vírgenes en los muros de varias iglesias.
Se le menciona en la línea 27 del Canto XLV de Ezra Pound como el primero de una lista de artistas italianos del Renacimiento admirados por el escritor. No debe confundirse con el homónimo teólogo Pedro Lombardo (siglo XI).
Pietro fue el padre de Tulio Lombardo y Antonio Lombardo, ambos escultores que trabajaron con él.